# Pokémon: Black & White
Pokémon: Black & White (Pokémon: Preto e Branco (título em Portugal) ou Pokémon: Branco e Preto (título no Brasil)) é a décima-quarta temporada de série animada Pokémon, focando as continuações das aventuras do protagonista da série, Ash Ketchum e seu Pikachu, como eles viajam para a nova região Unova. No Japão, esta é a primeira parte do Pocket Monsters: Best Wishes! (ポケットモンスター ベストウイッシュ, Poketto Monsutā Besuto Uisshu, literalmente "Pocket Monsters: Best Wish") marcando a série do anime. Brock e Dawn deixaram a série, e Ash é acompanhado por um nova treinadora chamada Iris e um novo treinador chamado Cilan. O sindicato do mal Equipe Rocket, tem um papel a desempenhar nesta temporada, e Jessie, James e Meowth foram promovidos.
A canção de abertura japonesa é "Best Wishes!" por Rica Matsumoto. As músicas finais são "Fanfare of the Heart" de Aki Okui, e "Can You Name All the Pokemon? BW" por Takeshi Tsuruno. A canção de abertura em inglês é "Black and White" de Erin Bowman e Joe Philips. A canção de abertura brasileira é "Branca e Preta" e a abertura portuguesa é "Preta e Branca".

## Visão geral
A divisão entre as temporadas do Pokémon baseia-se nas aberturas da versão em inglês de cada episódio e não pode refletir da temporada de produção atual. Os números de episódios em inglês são baseados em sua primeira transmissão nos Estados Unidos, seja no canal Cartoon Network, ou no Canadá, no canal YTV, atualmente de propriedade da Shaw Media e Corus Entertainment após a aquisição da Canwest. Outras nações anglofonas seguem em grande parte dessa ordem ou a ordem japonesa. "Quem é esse Pokémon?", o episódio do meio do episódio, fez seu retorno na versão em inglês pela primeira vez desde o Pokémon: Advanced.
A série de anime estreou no Japão em 23 de setembro de 2010. A temporada "Black & White" estreou nos Estados Unidos em 12 de fevereiro de 2011. Os dois primeiros episódios da série tiveram sua estréia no Reino Unido no CITV em 27 de fevereiro de 2011 e os seguintes episódios foram seguidos em 11 de junho de 2011. A temporada foi transmitida no Disney XD RU, a partir de 10 de setembro de 2011. Na Austrália, Black & White foi transmitido em Network Ten de 10 de setembro de 2011 até 25 de fevereiro de 2012, depois mudou-se para Eleven de 27 de fevereiro de 2012 a 25 de março de 2012. Na Índia, a POGO transmitiu a série a partir de 13 de maio de 2013 às 21h30. O POGO começou a ser exibido no Paquistão em 16 de setembro de 2014.
No Brasil, estreou em 17 de abril de 2012 e terminou em 8 de fevereiro de 2013, no canal Cartoon Network.
Em Portugal, obtiveram uma campanha de promoção para uma estréia de primeira mão no cinema em 19 de maio de 2012, parecido com Dimensão Combate, os primeiros dois episódios de Pokémon: Preto & Branco. Aqueles que competem pelos ingressos especiais tiveram que enviar suas notificações de participação até dois dias antes. 55 vencedores viram a estréia dos episódios em Lisboa, e outros 47 viram no Porto. A estréia da série foi em 26 de maio de 2012, no Canal Biggs. Apenas dois episódios estrearam todas as semanas durante o fim de semana, até o episódio 28. No entanto, a partir do dia 29 (que foi ao ar no início de setembro, quando o canal geralmente muda os horários de sua série) e até o final da temporada, o canal exibiu um episódio todos os dias, até que ele terminou em 20 de setembro de 2012. Retornou dos episódios foram exibidos como antes, por quase um ano.

## Episódios
| # (série) | # (temporada) | Título em português Título em inglês Título original | Exibição no Japão       | Exibição no Brasil     |
| --- | ------------- | --- | ----------------------- | ---------------------- |
| 660 | 1             | "Na Sombra de Zekrom!" "In the Shadow of Zekrom!"(To the Isshu Region! Zekrom's Shadow!!) Transliteração: "Isshu Chihō e! Zekuromu no Kage!!" (em japonês: イッシュ地方へ！ゼクロムの影！！) | 23 de setembro de 2010  | 17 de abril de 2012    |
| O professor Carvalho está indo para a região de Unova a trabalho e convida Ash e a mãe dele para viajar para Unova também. Jessie e James, com novos uniformes, recebem uma missão de Giovanni na região de Unova. Chegando em Unova, a Equipe Rocket ataca Pikachu. Uma nuvem negra surge no céu. Pikachu leva uma descarga elétrica de um pokémon misterioso da nuvem e os Rockets são atirados para longe. Tudo volta ao normal depois. Ash conhece a professora Juniper e vê diversos novos pokémons pelo caminho. No laboratório, Ash conhece Trip, um treinador iniciante e os iniciais de Unova: Snivy, Tepig e Oshawott. Trip escolhe Snivy e recebe uma pokédex de Juniper. Ash e Trip fazem uma batalha com Pikachu e Snivy. Pikachu não consegue usar seus movimentos elétricos e Ash se atrapalha durante a batalha. Ash é pego por um movimento que nunca tinha e visto e Pikachu é derrotado. Ash leva Pikachu para o laboratório para Juniper descobrir o que houve. A nuvem negra retorna e Juniper diz que Zekrom pode estar naquela nuvem.              |               | |                         |                        |
| 661 | 2             | "Entram Iris e Axew!" "Enter Iris and Axew!"(Iris and Kibago!) Transliteração: "Airisu to Kibago!" (em japonês: アイリスとキバゴ！) | 23 de setembro de 2010  | TDA                    |
| Pikachu recebe uma nova descarga de Zekrom e recupera seus poderes elétricos. A nuvem negra vai embora. Ash decide ficar por Unova e sair numa jornada nessa região. Ash recebe uma pokédex nova de Juniper. Ash se despede de sua mãe e do professor e vai embora. No caminho, Ash conhece uma garota chamada Iris e seu pokémon, Axew. Jessie e James entram em contato com Giovanni numa caverna. Para não chamar atenção, Jessie e James não podem usar pokémons não nativos de Unova. Os pokémons antigos deles ficaram em Kanto. Jessie captura um Woobat. Ash sai encontrando pokémons selvagens como Deerling e Patrat. Iris diz para Ash enfraquecer os pokémons antes de capturá-los. Ash e Pikachu enfrentam um Pidove e Ash o captura. Jessie e James aparecem e agarram Pikachu e Axew, recitando um novo lema. Ash tenta batalhar com Pidove, mas ele cai para Woobat. Um Oshawott aparece e salva o dia. Os Rockets escapam e não decolam. Ash e Iris levam os seus pokémons a um Centro Pokémon.                                                          |               | |                         |                        |
| 662 | 3             | "Um Sandile Louco pra Mudar!" "A Sandile Gusher of Change!"(Mijumaru! Meguroco! Critical Moment!!) Transliteração: "Mijumaru! Meguroko! Kikkiippatsu!!" (em japonês: ミジュマル！メグロコ！危機一髪！！)                                                                                           | 30 de setembro de 2010  | TDA                    |
| Iris decidiu seguir Ash para ajudá-lo a conhecer mais Unova. O Oshawott que havia salvado os dois antes estava ali e estava seguindo Ash. Ele queria ir com Ash mas a pokébola falha ao capturá-lo. Ash percebe que este era o Oshawott do laboratório da professora Juniper. Ash liga para Juniper, que decide dar o Oshawott pro Ash. Ash e Iris conhecem Dan, um jovem que possui um spa de areia quente. Um grupo de Sandile estava destruindo o terreno arenoso do spa. Ash decide investigar. Um Sandile de óculos, líder do grupo, rapta Pikachu e Oshawott. Jessie e James surgem e pegam Sandile, Pikachu e Oshawott. O grupo de Sandiles resgatam os pokémons e afugentam os Rockets. Alguns gêiseres estavam surgindo no subsolo. Os Sandiles estavam querendo salvar os pokémons selvagens do perigo. Um grupo de Deerling, Pidove e Patrat ficam ilhados por água fervente. Os Sandiles de unem e fazem uma ponte para resgatá-los. Ash e Iris ajudam no resgate. Tudo acaba bem e o spa de areia quente se torna um spa de fonte quente.                    |               | |                         |                        |
| 663 | 4             | "O Clube de Batalha e a Escolha de Tepig!" "The Battle Club and Tepig's Choice!"(Battle Club! A Mysterious Pokémon Appears!!) Transliteração: "Batoru Kurabu! Nazo no Pokemon Arawareru!!" (em japonês: バトルクラブ！謎のポケモン現る！！)                                                        | 7 de outubro de 2010    | TDA                    |
| Na cidade de Accumula Ash conhece o clube de batalha pokémon, local onde os treinadores são livres para fazer batalhas. Ash conhece o Don George, o responsável do lugar. Ele assiste a uma batalha entre dois treinadores e enfrenta um treinador com Dewott. Jessie e James tentavam assaltar o clube, mas o alarme disparou e eles fugiram. Havia um pokémon misterioso no local que estava roubando comida e que Don George estava à procura. Ao ver o vídeo gravado pela câmera de segurança, Ash supôs que o pokémon fosse um Umbreon. O grupo tenta atrair o Umbreon. Ash encontra o pokémon e descobre que era um Tepig magro e sujo, com o focinho amarrado. Ash o desamarra e dá comida a ele. Don George diz que um treinador havia abandonado o Tepig. Jessie e James aparecem e levam Pikachu. Tepig decide ajudar e com um ataque consegue resgatar Pikachu. Jessie e James escapam de asa delta. Tepig escolhe ficar com Ash e Ash o captura. |               | |                         |                        |
| 664 | 5             | "Três Líderes, Três Ameaças!" "Triple Leaders, Team Threats!"(San'yō Gym! Vs. Baoppu, Hiyappu and Yanappu!!) Transliteração: "San'yō Jimu! Tai Baoppu, Hiyappu, Yanappu!!" (em japonês: サンヨウジム！VSバオップ、ヒヤップ、ヤナップ！！)                                                          | 14 de outubro de 2010   | TDA                    |
| Ash e Iris chegam na cidade de Striaton e conhecem Cilan, um especialista pokémon. Cilan os leva até o ginásio da cidade. Ash chega todo empolgado e se depara com um restaurante. Lá ele encontra Chili e Cress, irmãos de Cilan. Os três irmãos são líderes de ginásio. Cilan mostra um Pansage, Chili, um Pansear e Cress, um Panpour. Eles dizem que Ash poderia escolher contra qual líder quer batalhar. Ash diz que quer enfrentar os três. Eles aceitam e dizem que Ash precisa ganhar duas das três batalhas para poder levar a insígnia. O primeiro adversário de Ash é Chili. Ash combate Pansear com Tepig. Eles travam uma dura batalha, mas Tepig vence. O próximo adversário de Ash é Cress e Ash usa Pikachu contra o Panpour. Cress aproveitou um descuido de Pikachu e consegue vencê-lo. Cilan é o próximo adversário de Ash. Ash manda Oshawott para a batalha. Oshawott começa a batalha todo atrapalhado e acaba ficando na mira de um poderoso raio solar de Pansage.                                                                              |               | |                         |                        |
| 665 | 6             | "Muitos Sonhos!" "Dreams by the Yard Full!"(Former Building Site of Dreams! Munna and Musharna!!) Transliteração: "Yume no Atochi! Munna to Mushāna!!" (em japonês: 夢の跡地！ムンナとムシャーナ！！)                                                                                              | 21 de outubro de 2010   | TDA                    |
| Oshawott consegue dar uma reviravolta na batalha e consegue derrotar Pansage. Ash consegue sua primeira insígnia de Unova. No Centro Pokémon, os pokémons de Ash são recuperados. Ele aprende que em Unova o pokémon assistente da enfermeira Joy é o Audino. Cilan gostou muito de batalhar com Ash e resolve conversar com ele. Iris entra no centro dizendo que seu Axew foi atingido por uma luz rosa. Uma mulher chega com um Munna, que come os sonhos de Axew, projetando-os numa nuvem de sonho. A mulher se chama Fennel, especialista em sonhos. Ela diz que as luzes rosa que estão caindo do céu são causadas pela nuvem de sonho de um Musharna. O grupo vai com a guarda Jenny até o jardim dos sonhos. Lá encontram Jessie e James, tentando roubar a energia dos sonhos de Musharna. Ash enfrenta os Rockets e salva Musharna. Os Rockets fogem e Fennel tem o seu Musharna de volta. Cilan se despede de seus irmãos no ginásio e sai em uma jornada com Ash e Iris.                                                                                     |               | |                         |                        |
| 666 | 7             | "Snivy Joga Duro!" "Snivy Plays Hard to Catch!"(Get the Tsutarja That Knows Attract!?) Transliteração: "Tsutāja Getto de Meromero!?" (em japonês: ツタージャ・ゲットでメロメロ！？) | 28 de outubro de 2010   | TDA                    |
| Ash estava com fome e Iris sai para pegar algumas frutas. Cilan revela ser um ótimo cozinheiro e faz um cozido com as frutas. Um Snivy aparece para roubar comida. Ash atira uma pokébola, mas Snivy escapa. Ash começa uma batalha com Pikachu. Snivy usa um golpe de atração e Pikachu fica apaixonado. Isso quer dizer que Snivy é fêmea. Ash protege Pikachu de ser atacado e Snivy foge. Ash usa Pidove para localizar Snivy. Eles encontram Snivy de novo. Oshawott pula para fora e enfrenta Snivy. Oshawott acaba caindo no golpe atração também. Snivy foge mais uma vez. Ash continua perseguindo Snivy. Snivy faz Ash cair em um pântano. Snivy observa como Ash protege Pikachu de ser afogado. Iris e Cilan tiram Ash e Pikachu de lá. Ash alcança Snivy novamente. Ele a enfrenta com Tepig, que também cai no golpe de atração. Por fim, Ash decide batalhar com Pidove. O atração não funcionou em Pidove pois Pidove também é fêmea. Pidove batalha e com muito esforço Ash captura Snivy.                                                               |               | |                         |                        |
| 667 | 8             | "Salvando Darmanitan do Sino!" "Saving Darmanitan from the Bell!"(Darumakka and Hihidaruma! Secret of the Clocktower!!) Transliteração: "Darumakka to Hihidaruma! Dokeitō no Himitsu!!" (em japonês: ダルマッカとヒヒダルマ！時計塔の秘密！！)                                                     | 4 de novembro de 2010   | TDA                    |
| Quando estavam prestes a comer, um Darumaka surge diante de Ash e seus amigos. Ele estava ali apenas para distraí-los enquanto um segundo Darumaka rouba a comida. Ash tenta detê-los com Oshawott, mas eles escapam. Oshawott fica ferido e Ash o leva ao centro pokémon. Joy conta que os dois Darumakas estavam roubando comida das pessoas. Os dois aparecem para roubar a comida do centro. Ash vai atrás deles com a ajuda de Pidove. Os dois entram numa antiga torre de relógio. Ash e seus amigos descobrem que os Darumakas roubavam comida para alimentar um Darmanitan que estava no modo Zen. Um sino pesado havia caído e o Darmanitan estava sem forças para colocá-lo de volta no lugar, por isso ficava segurando o sino com seus poderes psíquicos e dependia da comida que os Darumakas traziam para recuperar as energias. Ash e seus amigos ajudam Darmanitan a colocar o sino de volta no lugar. Agora os Darumakas não precisam mais roubar comida e podem viver livres com Damanitan.                                                             |               | |                         |                        |
| 668 | 9             | "O Desabrochar de Axew!" "The Bloom Is on Axew!"(Out of Control Pendror! Rescue Kibago!) Transliteração: "Pendorā Bōsō! Kibago o Sukue!" (em japonês: ペンドラー暴走！キバゴを救え！) | 11 de novembro de 2010  | TDA                    |
| Iris estava a fim de treinar o seu Axew e pede ajuda para Cilan. Axew enfrenta Pansage numa batalha. Mesmo com Pansage pegando leve, Axew não se sai muito bem. Axew tenta usar a fúria do dragão e acaba explodindo tudo em sua volta. Axew é um pokémon recém-nascido, não é muito forte e não consegue dominar o fúria do dragão. Iris conta como ganhou o Axew da anciã da vila dos dragões, o lugar onde vivia. Iris se comprometeu a sair numa jornada e treinar Axew. Axew se mete em encrenca e fica preso nas antenas de um Scolipede. Ash e Cilan enfrentam Scolipede e tentam salvar Axew, sem sucesso. Iris revela possuir um Excadrill, mas ele não a obedece e fica todo fechado. Iris pula num cipó e consegue salvar Axew. Scolipede solta um ataque e Excadrill se abre, atacando Scolipede e fazendo-o decolar. Iris agradece, mas Excadrill se fecha de novo. Iris recebe o apoio de seus amigos para treinar seus pokémons. |               | |                         |                        |
| 669 | 10            | "Uma Batalha para o Campeão do Clube!" "A Rival Battle for Club Champ!!"(Rival Battle! Tough Enemy Pururiru!!) Transliteração: "Raibaru Batoru! Kyōteki Pururiru!!" (em japonês: ライバルバトル！強敵プルリル！！)                                                                                 | 18 de novembro de 2010  | TDA                    |
| Ash resolve passar pelo clube de batalha da próxima cidade e descobre que Trip está na cidade. O Don George deste clube de batalha entra em contato com Trip e Ash o desafia para uma batalha. Ele não estava a fim, mas Iris o provocou e ele acabou aceitando uma batalha de 5 contra 5. Trip começou com um Tranquill e Ash com Oshawott. Tranquill derrotou Oshawott rapidamente. Ash manda seu Tepig e Tranquill vence de novo. Pikachu entra na batalha, mostra a Trip que pode usar golpes elétricos e derrota Tranquill. Trip manda um Servine, que é seu Snivy evoluído. Enquanto isso, a policial Jenny e seu batalhão estão atrás de Jessie e James. Pierce, um agente especial Rocket, aparece para tirá-los de lá e entregar uma maleta a James. Os Rockets fogem. De volta a batalha, Pikachu acaba derrotado por Servine. Ash traz seu Snivy para a batalha. Servine acaba perdendo, graças ao golpe de atração de Snivy. O próximo pokémon de Trip é Frillish. Frillish derrota Pidove e Snivy, dando a vitória para Trip. Ash conseguiu um grande rival. |               | |                         |                        |
| 670 | 11            | "Um Lar para Dwebble!" "A Home for Dwebble!"(Ishizumai! Take Back Your Home!!) Transliteração: "Ishizumai! Jibun no Ie o Torimodose!!" (em japonês: イシズマイ！自分の家をとりもどせ！！) | 2 de dezembro de 2010   | TDA                    |
| Ash e seus amigos encontram um Dwebble moldando uma pedra para usar como casa em suas costas. Quando termina, um trio de Dwebbles valentões atacam o primeiro Dwebble. O líder do trio rouba a casa de pedra do Dwebble e foge. Ash e seus amigos resolvem ajudar este Dwebble a recuperar sua casa de pedra. Dwebble é tímido e acaba machucando Pansage sem querer. Ele se desculpa com Cilan. Todos procuram até tarde pelos Dwebbles ladrões, sem sucesso. Pansage fica doente e Iris prepara um remédio de ervas. Dwebble passa a noite com Cilan e os outros. No dia seguinte, Ash e seus amigos encontram os Dwebbles ladrões de novo. Dwebble tenta batalhar com os três sozinho, mas acaba apanhando. Ash e seus amigos preparam uma armadilha e Dwebble consegue derrotar o trio de ladrões um de cada vez. Dwebble recupera a sua casa de pedra de volta. Ash e seus amigos ficam felizes por Dwebble e se despedem. Dwebble quis ir com eles e Cilan o captura.                                                                                               |               | |                         |                        |
| 671 | 12            | "Aí Vem o Esquadrão Trubbish!" "Here Comes the Trubbish Squad!"(The Yabukuron Squad and a Secret Base!?) Transliteração: "Yabukuron Sentai to Himitsukichi!?" (em japonês: ヤブクロン戦隊と秘密基地！？)                                                                                           | 9 de dezembro de 2010   | TDA                    |
| Um grupo de crianças com um Trubbish “atropela” Ash e seus amigos. Daniela, a mulher responsável pelo jardim de infância, estava atrás daquelas criança, com a ajuda de sua avó Karena. Ela conta a Ash e os outros como as crianças encontraram Trubbish e o trouxeram para o jardim de infância. Ela não podia ficar com o Trubbish lá, então botou-o para fora. As crianças se revoltaram e trouxeram uma pilha de lixo para o jardim de infância. Ash e seus amigos decidem ajudar a solucionar esse problema. Avery, o líder das crianças, leva Ash como prisioneiro numa base secreta. Ash tenta convencer as crianças a se desculpar com Daniela e parar com tudo isso. O Sandile de óculos aparece e causa uma confusão. Trubbish põe ele para decolar. Daniela tenta espantar Trubbish com seu Deerling. Ash fica do lado das crianças e defende Trubbish. Quando a pilha de lixo ia desmoronar, Trubbish salvou as crianças. Daniela pensou melhor e aceitou o Trubbish em sua classe. Por fim, Karena dá um ovo pokémon para Ash, como agradecimento.          |               | |                         |                        |
| 672 | 13            | "Um Minccino Arrumadinho!" "Minccino–Neat and Tidy!"(Chillarmy is Clean!?) Transliteração: "Chirāmyi wa Kireizuki!?" (em japonês: チラーミィはきれいずき！？) | 16 de dezembro de 2010  | TDA                    |
| Uma garota toda desengonçada vem correndo e derruba Ash e Cilan num rio. Ela é Bianca, ela foi enviada pela professora Juniper para dar um estojo de insígnias para Ash. O estojo estava perdido dentro da bolsa toda bagunçada de Bianca. Quando ela encontra o estojo, percebe-se que ele estava todo empoeirado. Ash coloca sua insígnia no estojo e um Minccino aparece e rouba o estojo. Minccino adora limpeza e queria limpar o estojo. Bianca usa seu Pignite e Ash seu Oshawott para enfrentar Minccino, mas ainda não conseguem recuperar o estojo. Bianca acha Minccino adorável e quer capturá-lo. Bianca usa uma colher suja de Cilan para atrair Minccino. Minccino cai na armadilha e Ash batalha mais uma vez com ele. Quando Pikachu estava ganhando, Bianca saca uma pokébola se sua bolsa. A pokébola estava empoeirada e Minccino corre para limpá-la, e acaba acidentalmente sendo capturado. Ash recupera seu estojo. Bianca pede uma batalha para Ash. Pikachu termina vencendo Pignite e Bianca se despede do grupo.                              |               | |                         |                        |
| 673 | 14            | "Uma Noite no Museu da Cidade de Nacrene!" "A Night in the Nacrene City Museum!"(Shippō City! Museum Adventure!!) Transliteração: "Shippō Shiti! Hakubutsukan de Daibōken!!" (em japonês: シッポウシティ！博物館で大冒険！！)                                                                      | 23 de dezembro de 2010  | TDA                    |
| Chegando na cidade de Nacrene, Ash fica sabendo que o ginásio fica no museu da cidade. O museu estava fechado. Hawes trabalha no museu e conta a Ash e seus amigos estar vendo assombrações no museu. Iris diz que o museu está amaldiçoado e Cilan diz que deve haver uma explicação lógica para o que está acontecendo. O grupo decide investigar. Hawes apresenta o museu para Ash e seus amigos. Eles decidem passar a noite no museu para ver se algo acontece. Uma névoa negra envolve o lugar e uma armadura do museu começa a andar sozinha. Outras coisas paranormais acontecem até que o grupo descobre uma máscara de Yamask chorando. Hawes diz que aquela máscara era uma réplica. Lenora, a líder de ginásio e esposa de Hawes, chega no museu e descobre que aquela máscara pertencia a um Yamask de verdade. Era o Yamask que fazia as assombrações. Hawes devolve a máscara de Yamask e se desculpa com ele. Tudo resolvido, Ash desafia Lenora para uma batalha de ginásio.                                                                             |               | |                         |                        |
| 674 | 15            | "A Batalha de Acordo com Lenora!" "The Battle According to Lenora!"(Shippō Gym Battle! Vs. Gym Leader Aloe!!) Transliteração: "Shippō Jimu Ikusa! Tai Jimu Rīdā Aroe!!" (em japonês: シッポウジム戦！VSジムリーダー・アロエ！！)                                                                   | 6 de janeiro de 2011    | TDA                    |
| Lenora leva Ash e seus amigos a uma biblioteca do ginásio e diz para Ash escolher um livro para ler. Ash hesita no começo, mas Cilan diz que isso poderia ser um teste. Ash então resolve puxar um livro. Uma passagem secreta aparece. Ela leva ao campo de batalha. Lenora diz que muitos treinadores se distraem com os livros, no entanto Ash foi direto ao ponto. Ela mostra que irá usar Lillipup e Watchog na batalha. A batalha começa, Lenora usa Lillipup e Ash usa Tepig. Lillipup usa um rugido, fazendo Tepig voltar para a pokébola e Oshawott sair em seu lugar. Lenora troca para Watchog que usa um olhar malvado, impedindo que Ash chame Oshawott de volta. Sem saída, Ash continua a batalha com Oshawott. Oshawott estava se saindo muito bem, mas por um descuido acaba perdendo. Lenora troca para Lillipup e Ash manda seu Tepig. Tepig acaba perdendo. Ash fica meio desanimado e Lenora diz que aguarda por uma nova batalha. Pela noite, Jessie e James assaltam o museu, roubando um meteorito e deixando uma réplica no lugar.               |               | |                         |                        |
| 675 | 16            | "A Revanche no Ginásio de Nacrene!" "Rematch at the Nacrene Gym!"(Shippō Gym Rematch! The Explosive New Moves!!) Transliteração: "Saisen Shippō Jimu! Shin Waza Sakuretsu!!" (em japonês: 再戦シッポウジム！新技炸裂！！)                                                                          | 13 de janeiro de 2011   | TDA                    |
| No clube de batalha, Ash e Don George estão dando um treinamento intensivo em Tepig e Oshawott. Os equipamentos da sala de treinamento trabalham a força e a velocidade do pokémon. Durante o treinamento, Oshawott acaba aprendendo a usar o aqua míssil e Tepig aprendendo o carga de chamas. Depois do árduo treinamento, Ash volta ao ginásio e desafia Lenora para uma nova batalha. Lenora revela ter evoluído seu Lillipup para Herdier. A batalha começa com Tepig contra Herdier. Tepig começa batalhando bem, mas Lenora volta com a mesma estratégia: o rugido para tirar Tepig de campo e o olhar malvado de Watchog para prender Oshawott no campo. Oshawott se mostra bem treinado, embora a mira do aqua míssil esteja ruim. Oshawott e Watchog nocauteiam um ao outro. A batalha continua com Tepig e Herdier. Ambos dão tudo o que tem e a batalha termina com a vitória de Tepig. Ash conquista sua insígnia e parte para a próxima cidade. |               | |                         |                        |
| 676 | 17            | "Scraggy – Nasceu Pra Ser Selvagem!" "Scraggy–Hatched to Be Wild!"(The Wild Child That Hatched From the Egg!) Transliteração: "Tamago kara Kaetta Abarenbō!" (em japonês: タマゴからかえったあばれん坊！)                                                                                          | 20 de janeiro de 2011   | TDA                    |
| O ovo pokémon de Ash começa a brilhar. Ele quebra e um Scraggy nasce. Ash tentou uma batalha de Scraggy com Pikachu. Scraggy não é muito forte e só sabe usar o encarar e a cabeçada. Ash apresenta Scraggy a Pidove, Oshawott, Tepig e Snivy. Scraggy saiu cabeceando tudo o que via pela frente, causando um mal entendido com os pokémons do Ash. Pela noite, Scraggy não queria entrar na pokébola, então todos dormem com Scraggy do lado de fora. Ele se perde e todos saem para procurá-lo. Ele havia encontrado um Galvantula. Scraggy tenta cabecear Galvantula, mas ele acaba ferido. Pikachu chega a tempo para salvá-lo. Em outro lugar, Pierce apresenta a Jessie e James o dr. Zager, que fará pesquisas com o meteorito que eles roubaram. Pela manhã, Scraggy volta para desafiar Galvantula. Todos os pokémons do Ash protegem Scraggy e tiram ele dessa encrenca. Cilan nota que Scraggy seria o parceiro de treinamento perfeito para Axew. Eles batalham e empatam. Scraggy fica mais amigável e entra na pokébola.                                   |               | |                         |                        |
| 677 | 18            | "Sewaddle e Burgh na Floresta Pinwheel!" "Sewaddle and Burgh in Pinwheel Forest!"(Yaguruma Forest! Kurumiru and Arti!!) Transliteração: "Yaguruma no Mori! Kurumiru to Āti!!" (em japonês: ヤグルマの森！クルミルとアーティ！！)                                                                   | 27 de janeiro de 2011   | TDA                    |
| Ash e seus amigos estão atravessando a Floresta Pinwheel quando um Sewaddle aparece e ataca. Ash gostou do estilo de batalha dele e começa a persegui-lo. Ele escapa. O grupo acaba perdido. Ash e Iris escalam a maior árvore da floresta para tentar avistar a saída. Lá no topo eles encontram Burgh, um artista e líder do ginásio da cidade de Castelia. Sewaddle aparece de novo. Como especialista de pokémons insetos, Burgh ensina como se aproximar de Sewaddle. Um par de Woobat aparece e ataca Sewaddle, mas Ash o defende. Pela noite, o grupo dorme no topo de uma árvore. Pela manhã, Pikachu nota que Sewaddle desapareceu. Ele havia se metido em encrenca e Ash acaba tendo que pular em um rio para salvá-lo. Burgh usa seu Leavanny para impedir que eles caiam pela cachoeira. Leavanny faz uma nova folha para a cabeça de Sewaddle. Sewaddle se deixa ser capturado por Ash. Com 7 pokémons, Ash manda seu Pidove para Juniper tomar conta enquanto fica com Sewaddle.                                                                            |               | |                         |                        |
| 678 | 19            | "A Vingança de um Especialista!" "A Connoisseur's Revenge!"(Sommelier Showdown! Ishizumai vs. Futachimaru!!) Transliteração: "Somurie Taiketsu! Ishizumai Tai Futachimaru!!" (em japonês: ソムリエ対決！イシズマイVSフタチマル！！)                                                                | 17 de fevereiro de 2011 | TDA                    |
| Num grande PokéMart, é e seus amigos encontram uma loja de especialista pokémon, um lugar onde um especialista avalia a compatibilidade do treinador e seu pokémon. Cilan diz que especialistas começam na classe C, sobem para B, A e por último S. Somente classe A e S são aptos para avaliações. Cilan é da classe A. Ash quer checar sua compatibilidade com Sewaddle. Uma outra especialista chama Ash. Ela se chama Burgundy. Ela é horrível com avaliações e acaba sendo atacada por todos os pokémons do Ash. Cilan reconhece Burgundy, ela havia perdido para ele no ginásio. Burgundy se tornou uma conhecedora e vê Cilan como um rival. Cilan diz que Ash tem um bom relacionamento com seus pokémons. Como Burgundy é classe C, a avaliação dela é ruim. Ela desafia Cilan para uma batalha, dizendo que se ela ganhar, Ash teria que trocar seus pokémons. Dwebble e Pansage vencem os Dewott e Sawsbuck de Burgundy. Cilan dá uma lição a Burgundy, que vai embora toda irritada.                                                                         |               | |                         |                        |
| 679 | 20            | "Dançando com o Trio Ducklett!" "Dancing with the Ducklett Trio!"(Pikachu vs. Meguroco vs. Koaruhie!!) Transliteração: "Pikachū Tai Meguroko Tai Koaruhī!!" (em japonês: ピカチュウVSメグロコVSコアルヒー！！)                                                                                     | 24 de fevereiro de 2011 | TDA                    |
| Ash e Iris treinam Scraggy e Axew numa batalha. Um buraco surge no chão e Ash cai por ele. Isso foi obra do Sandile de óculos, que estava louco para batalhar com Pikachu. Enquanto Iris e Cilan pensam como ir atrás do Ash, um Ducklett aparece e rouba uma tampa de Cilan. Iris vai atrás dele enquanto Cilan procura por Ash. Um outro Ducklett surge diante de Ash e rouba o óculos de Sandile, que fica muito deprimido. Outro Ducklett leva o boné de Ash. Os três Duckletts se reúnem e Ash descobre que eles estão roubando diversos objetos. Cilan e Iris se encontram e vão atrás de Ash. Sandile luta para ter seus óculos de volta. Pikachu acaba aprendendo a usar o golpe esfera elétrica. Iris e Cilan chegam e juntos conseguem afugentar os Duckletts. Os objetos roubados são recuperados. Pikachu e Sandile voltam a ter uma batalha. Sandile evolui para Krokorok durante a batalha. Apesar disso, Pikachu acaba fazendo o Krokorok de óculos decolar.                                                                                               |               | |                         |                        |
| 680 | 21            | "O Mundo Perdido de Gothitelle!" "The Lost World of Gothitelle!"(Skyarrow Bridge and Gothiruselle!) Transliteração: "Sukai Arō Burijji to Gochiruzeru!" (em japonês: スカイアローブリッジとゴチルゼル！)                                                                                           | 3 de março de 2011      | TDA                    |
| Chegando na Ponte Skyarrow, Ash envia Sewaddle para Juniper, em troca de Pidove. Um grande nevoeiro encobriu a ponte. O Swanna da policial Jenny não consegue limpar a neblina. Ash e seus amigos resolvem atravessar mesmo assim. Eles são atacados por um Gothitelle e vão parar em outro lugar, onde a ponte estava sendo construída e um táxi aquático fazia as travessias para as pessoas. Uma garotinha chamada Sally trabalhava com um Gothitelle no táxi aquático. Cilan conclui que aquilo era um mundo criado por Gothitelle de como era no passado, antes da ponte ser construída. Ele diz para Ash tentar batalhar com Gothitelle para tentar descobrir alguma coisa. Em meio ao nevoeiro, a Sally adulta aparece. Ela conversa com Gothitelle, que havia criado aquele mundo pois tinha boas lembranças do passado. Gothitelle limpa a neblina e para de causar problemas. Ash e seus amigos se despedem de Sally e partem para a cidade de Castelia. |               | |                         |                        |
| 681 | 22            | "A Debandada dos Venipede!" "A Venipede Stampede!"(Hiun City! Fushide Panic!!) Transliteração: "Hiun Shiti! Fushide Panikku!" (em japonês: ヒウンシティ！フシデパニック！！) | 10 de março de 2011     | TDA                    |
| Chegando na cidade de Castelia, Ash e seus amigos encontram Burgh, que diz que os pokémons insetos da cidade estão agitados e que isso pode significar alguma coisa. O grupo decide investigar nos esgotos da cidade. Ash encontra um Venipede preso num cano. Ele estava ferido e todos cuidam dele. Eles percebem um grupo de Venipede atravessando pelo esgoto. Saindo de lá, percebe-se que uma colônia de Venipede estava atacando a cidade. Ash encontra Trip e outros treinadores usando pokémons de fogo para afastar os Venipedes. Burgh sugere encontrar o líder dos Venipede e guiá-lo ao Central Plaza de Castelia. Burgh tocou uma flauta e saiu guiando os Venipede para lá. Ash e seus amigos ajudam os Venipede a não se dispersarem e Trip os ajuda. O Pidove de Ash evolui para Tranquill. A professora Juniper, que investigava o que acontecia, diz que havia uma fonte de energia no Resort do Deserto que estava aterrorizando os Venipede. Trip sai da cidade, Burgh fica com os Venipedes e Ash, Iris e Cilan vão com Juniper para o deserto.     |               | |                         |                        |
| N–A | N–A           | "Team Rocket vs. Team Plasma! - Part 1" Transliteração: "Roketto-dan Tai Purazuma-dan! (Zenpen)" (em japonês: ロケット団VSプラズマ団！（前編）) | N/A                     | Não foi exibido        |
| N–A | N–A           | "Team Rocket vs. Team Plasma! - Part 2" Transliteração: "Roketto-dan Tai Purazuma-dan! (Kōhen)" (em japonês: ロケット団VSプラズマ団！（後編）) | N/A                     | Não foi exibido        |
| 682 | 23            | "Batalhando Pelo Amor aos Tipo Inseto!" "Battling for the Love of Bug-Types!"(Hiun Gym Battle! The Pure-of-Heart Bug Pokémon Battle!) Transliteração: "Hiun Jimu Sen! Junjō Hāto no Mushi Pokemon Batoru!!" (em japonês: ヒウンジム戦！純情ハートの虫ポケモンバトル！！)                           | 17 de março de 2011     | TDA                    |
| Ash chega ao ginásio de Burgh e o desafia para uma batalha. Burgh manda seu Dwebble e Ash envia seu Tepig. Tepig foi bem destemido, mas uma estratégia de velocidade e proteção dá a vitória a Dwebble. Ash escolhe Sewaddle como próximo pokémon. Ash aproveita um descuido de Dwebble e Sewaddle vence. Burgh continua a batalha com um Whirlipede. Sewaddle é atingido por vários golpes e quando tudo parecia perdido ele evolui para Swadloon. Ele consegue derrotar o Whirlipede. O último pokémon de Burgh é Leavanny. Num outro lugar, Jessie e James descobrem que não receberão novas missões de Giovanni e que podem agir em Unova como quiser. Os Rockets estão com seu velho uniforme branco. James encontra um Yamask, dá comida para ele e o captura. De volta à batalha, o Leavanny de Burgh derrota Swadloon. Pikachu entra em campo, trava uma dura batalha com Leavanny e termina vencedor. Ash consegue mais uma insígnia. |               | |                         |                        |
| 683 | 24            | "Emolga, a Irresistível!" "Emolga the Irresistible!"(Beware Cute Faces! Paralyzing Emonga!!) Transliteração: "Kawaii Kao ni Yōchūi! Emonga de Shibirebire!!" (em japonês: かわいい顔に要注意！エモンガでシビレビレ！！)                                                                            | 24 de março de 2011     | TDA                    |
| Bianca se junta ao grupo de Ash e seus amigos para almoçar. Uma Emolga que adora maçãs aparece diante deles. Bianca fica louca para pegá-la e batalha com ela usando Minccino. Emolga foge e Bianca vai atrás dela. Axew queria dar uma maçã para Emolga e o grupo sai à procura da Emolga. Iris a encontra e Axew dá a maçã para ela. Bianca chega para batalhar e Emolga foge de novo. Iris e Axew correm atrás dela de novo. Eles se perdem numa densa floresta. Bianca, Ash e Cilan entram na floresta. Iris é atacada por um grupo de Swoobat e Emolga os enfrenta. Bianca vê coisas se movimentar na floresta, pensa ser Emolga, mas na verdade eram outros pokémons como Galvantula e Scolipede. Bianca, Ash e Cilan chegam onde Iris estava e ajudam a se livrar dos Swoobat. Emolga parece ter gostado de Iris e das maçãs que ela comia com Ash e seus amigos. Iris captura Emolga. |               | |                         |                        |
| 684 | 25            | "Emolga e o Novo Troca Elétrica!" "Emolga and the New Volt Switch!"(Emonga vs. Tsutarja! Volt Change Chaos!!) Transliteração: "Emonga Tai Tsutāja! Boruto Chenji de Daikonran!!" (em japonês: エモンガVSツタージャ！ボルトチェンジで大混乱！！)                                                    | 31 de março de 2011     | TDA                    |
| Bianca pede uma batalha com a Emolga de Iris. O Pignite de Bianca acaba caindo no atração de Emolga. O Minccino de Bianca rebate o atração com outra atração. Emolga usa um troca elétrica, trazendo o Excadrill de Iris para fora. Iris pede para Emolga não fugir da batalha. Ela acaba usando o troca elétrica, trocando de lugar com Pansage, que se irrita e derrota Minccino. Iris tem problemas para que Emolga a obedeça. Todos param para comer. Emolga usa o atração para roubar a maçã de Tepig, Oshawott, Swadloon e Scraggy. Snivy via tudo o que acontecia. Todos tiram um cochilo e Emolga aproveita para pegar mais maçãs na floresta. Ela acabou provocando um grupo de Watchog e um Simisear e se mete em encrenca. Snivy chega para ajudá-la. Ash e os demais chegam para salvar os seus pokémons. Todos se dão bem, apesar de Snivy perceber que Emolga é traiçoeira. Bianca deixa o grupo depois disso. |               | |                         |                        |
| 685 | 26            | "Susto na Mansão de Litwick!" "Scare at the Litwick Mansion!"(The Scary Story of the Hitomoshi Mansion!) Transliteração: "Hitomoshi Yashiki no Kowa~i Ohanashi!" (em japonês: ヒトモシ屋敷のこわ～いお話！)                                                                                        | 7 de abril de 2011      | TDA                    |
| Para se abrigar de uma chuva, Ash e seus amigos entram numa mansão abandonada. Jessie e James estavam por lá. O Yamask de James convence os Litwick que viviam na mansão de assombrar Ash e seus amigos. Eles queriam pegar o Pikachu, mas os Litwick só queriam se divertir assustando Ash e seus amigos. Eles descobrem que eram os Litwick que estavam aprontando. Algo estranho começa a acontecer. Axew, Pikachu Meowth e Yamask desaparecem. Jessie e James entram em contato com o dr. Zager e descobrem que Litwick se alimenta da energia vital das pessoas. Ash e seus amigos descobrem o mesmo através da Pokédex. O grupo de Ash e dos Rockets encontram os pokémons desaparecidos. Um Lampent e os Litwicks abrem um portal para o mundo fantasma. Os dois grupos se unem e derrotam os pokémons fantasmas. Ash, Iris e Cilan fogem da casa enquanto Jessie e James escapam com mochilas à jato. |               | |                         |                        |
| 686 | 27            | "O Caminho de Uma Mestra de Dragões!" "The Dragon Master's Path!"(The Road to Becoming a Dragon Master! Kibago vs. Crimgan!!) Transliteração: "Doragon Masutā e no Michi! Kibago Tai Kurimugan!!" (em japonês: ドラゴンマスターへの道！キバゴVSクリムガン！！)                                     | 14 de abril de 2011     | TDA                    |
| Ash e Iris treinavam Scraggy e Axew quando um Druddigon aparece diante deles. Ele parece meio zangado. Uma mulher chega no local e Druddigon foge. Iris percebe que Druddigon estava machucado e o ajuda. A mulher era Emmy, a dona do Druddigon. Iris revela que sua meta é se tornar uma mestra de dragões e dá alguns conselhos a Emmy. Ash e Tepig fazem uma batalha com Emmy e Druddigon para ajudar Emmy a se aproximar de Druddigon. Emmy ganha a batalha. Jessie e James aparecem e pegam Axew e Druddigon. Iris está muito determinada a pegar Axew de volta e corre na frente atrás dos Rockets. Axew e Druddigon se libertam e batalham com Yamask e Woobat. Ash e os outros chegam para salvá-los. Druddigon aprende o golpe meteoro do dragão e Axew finalmente controla o golpe fúria do dragão. Os Rockets perdem e fogem. Emmy vai embora numa jornada com Druddigon. |               | |                         |                        |
| 687 | 28            | "Oshawott Perde a Quera-Concha!" "Oshawott's Lost Scalchop!"(The Lost Hotachi! Mijumaru's Greatest Crisis!!) Transliteração: "Kieta Hotachi! Mijumaru Saidai no Kiki!!" (em japonês: 消えたホタチ！ミジュマル最大の危機！！)                                                                       | 21 de abril de 2011     | TDA                    |
| Stephan é um treinador de um Blitzle que veio desafiar Ash para uma batalha. Oshawott pula para fora da pokébola querendo batalhar. Blitzle dá um coice que faz a quera-concha de Oshawott voar longe. Oshawott abandona a batalha para ir procurá-la e Ash vai atrás dele. Stephan decide voltar no dia seguinte. Ash e Oshawott procuram muito mas não conseguem encontrar a quera-concha. Iris e Cilan tentam substituir a concha por uma fruta e uma tampa, mas não dá muito certo. Dwebble faz uma concha de pedra, porém ela era grande e pesada. Ash e Oshawott fazem um duro treinamento para batalhar com a concha de pedra. No dia seguinte, Ash e Stephan batalham. A concha de pedra se quebra. Apesar disso, Oshawott ficou mais rápido e forte com o treinamento e ganha a batalha. Ash cumprimenta Stephan e ele vai embora. Axew chega da floresta trazendo a concha perdida de Oshawott e tudo termina bem. |               | |                         |                        |
| 688 | 29            | "Um Cottonee Apaixonado!" "Cottonee in Love!"(The Monmen in Love Rides the Wind!) Transliteração: "Koisuru Monmen wa Kaze ni Notte!" (em japonês: 恋するモンメンは風に乗って！) | 28 de abril de 2011     | TDA                    |
| Em meio a outro treinamento de Axew e Scraggy, um Cottonee aparece. Essa é a época do ano onde Cottonees se juntam para se formar casais. Eles encontram uma Cottonee por quem o primeiro Cottonee estava apaixonado. No entanto, Cottonee é muito fraco para conquistar a Cottonee. Ash decide ajudá-lo treinando-o com a ajuda de Scraggy. Iris e Axew ajudam também. Ash mostra a Cottonee com dar evasivas e como a mirar os seus golpes. Cilan também ajuda no treinamento com seu Dwebble. Após isso, Ash e seus amigos verificam para onde o vento sopra. Isso ajuda a identificar onde os Cottonee estão se reunindo. Eles encontram o grupo de Cottonees e Cottonne tenta conquistar sua garota de novo. A Equipe Rocket chega, tentando levar todos os Cottonee. Eles se dão mal e são obrigados a fugir. O Cottonee derrota outros dois Cottonees e conquista a sua garota. Ash e os outros se despedem dos Cottonees. |               | |                         |                        |
| 689 | 30            | "Um OVNI Para Elgyem!" "A UFO for Elgyem!"(Ligray and the Unidentified Flying Object!) Transliteração: "Rigurē to Mikakunin Hikō Buttai!" (em japonês: リグレーと未確認飛行物体！) | 5 de maio de 2011       | TDA                    |
| Durante a noite, Ash e seus amigos avistam um brilho no céu, que parecia ser um OVNI. Eles procuram saber mais pela manhã. Eles vão até o laboratório de um professor chamado Icarus, que estuda sobre os OVNIs. Enquanto conversavam, o grupo tem uma visão de uma explosão. Icarus corre para impedir que seus equipamentos explodam. Ash e seus amigos encontram um Elgyem no laboratório. Icarus conta como criou um OVNI flutuante. O que eles viram havia sido trabalho dele. Icarus encontrou Elgyem ferido e o trouxe para casa para cuidar dele. Icarus passou a viver com Elgyem. Elgyem é capaz de mandar visões para as pessoas. Jessie e James entram em cena e roubam o Elgyem. Icarus se junta a Ash e os outros para resgatar Elgyem usando o OVNI de Icarus. Elgyem é salvo e os Rockets vão embora. Ash e seus amigos agradecem Icarus pela experiência. Icarus continuará fazendo pesquisas com Elgyem e os OVNI. |               | |                         |                        |
| 690 | 31            | "Ash Contra Trip, a Terceira Batalha!" "Ash and Trip's Third Battle!"(Rival Battle! Vanipeti and Dokkorā in the Fight!!) Transliteração: "Raibaru Batoru! Baniputchi, Dokkorā Sansen!!" (em japonês: ライバルバトル！バニプッチ、ドッコラー参戦！！)                                               | 12 de maio de 2011      | TDA                    |
| Ash e Iris brincavam pelos cipós até que Ash cai num local onde Trip estava tentando capturar um Palpitoad com seu Vanillite. Palpitoad acaba fugindo. Iris fica apavorada com Vanillite e revela ter medo de pokémons de gelo, a fraqueza dos tipo dragão. Ash desafia Trip para uma nova batalha e ele aceita fazer uma luta de 3 contra 3. Trip começa com Servine e Ash com Snivy. Servine consegue ganhar a batalha. Durante a batalha, Trip menciona Alder, o campeão de Unova. Ash passa a conhecê-lo. Trip troca para Timburr e Ash manda seu Oshawott. Ele usa um aqua míssil falho e Trip percebe que Oshawott fica de olhos fechados dentro da água, por isso ele nunca acerta o alvo com o aqua míssil. Mesmo assim, Oshawott derrota Timburr. A terceira batalha é de Tepig contra Vanillite. Os dois terminam empatados. Trip vai embora depois da batalha. |               | |                         |                        |
| 691 | 32            | "Enfrentando o Medo de Olhos Abertos!" "Facing Fear with Eyes Wide Open!"(Gamagaru, Maggyo! Battle at the Waterside!!) Transliteração: "Gamagaru, Maggyo! Mizube no Tatakai!!" (em japonês: ガマガル、マッギョ！水辺の戦い！！)                                                                    | 19 de maio de 2011      | TDA                    |
| Ash resolve dar um treinamento especial para Oshawott perder o medo de abrir os olhos de baixo d’água. Os dois mergulham, mas Oshawott mantém os olhos fechados. Ash tenta abri-los e Oshawott o ataca, arremessando-o para longe. Enquanto isso, Pikachu e os outros pokémons se metem em encrenca e acabam envenenados por um grupo de Foongus. Iris diz que é preciso achar ervas no fundo do lago para curá-los. Ash, Cilan e Oshawott vão para lá. Ash e Oshawott mergulham. Ash guiava Oshawott enquanto ele permanecia de olhos fechados. Um grupo de Tympole aparece e ataca. Oshawott leva uma surra, mas por fim toma coragem e abre os olhos, derrotando-os. Um Stunfisk chega e manda Ash e Oshawott para fora do rio. Cilan usa sua vara de pescar para fisgar Stunfisk. Um Palpitoad também aparece para atacá-los. Cilan deixa Stunfisk tonto enquanto Ash e Oshawott enfrentam Palpitoad. Ash captura Palpitoad e Cilan captura Stunfisk. Oshawott mergulha, pega as ervas e os pokémons são curados.                                                     |               | |                         |                        |
| 692 | 33            | "Iris e Excadrill Contra a Exterminadora de Dragões!" "Iris and Excadrill Against the Dragon Buster!"(The Dragon Buster Appears! Iris and Doryuzu!!) Transliteração: "Doragon Basutā Tōjō! Airisu to Doryūzu!!" (em japonês: ドラゴンバスター登場！アイリスとドリュウズ！！)                       | 26 de maio de 2011      | TDA                    |
| Uma garota chamada Georgia surge diante de Ash e seus amigos. Ela se auto denomina exterminadora de dragões. Ela havia perdido uma batalha na vila dos dragões e desde então quer acabar com todos os treinadores de dragões. Ela desafia Iris para uma batalha. Georgia traz seu Beartic para fora. Axew é facilmente derrotado. Iris chama o Excadrill para a batalha. Ele estava todo fechado, mas após levar um golpe de Beartic se abre e batalha. Ele começa bem, mas leva um golpe e se fecha de novo. Georgia vai embora. Iris conta como pegou Drilbur e evoluiu para Excadrill. Eles sempre ganhavam batalhas, até que Iris enfrentou Drayden e seu Haxorus. Drayden era um ótimo treinador de dragões e derrotou Excadrill. Então ele se fechou e parou de obedecer Iris. Ela não tinha entendido como Excadrill se sentia. Depois de uma longa conversa, Iris e Excadrill fazem as pazes e treinam juntos. Eles enfrentam Georgia e Beartic no dia seguinte. Excadrill passa a obedecer Iris. A batalha termina empatada.                                     |               | |                         |                        |
| 693 | 34            | "Tenho que Pegar o Roggenrola!" "Gotta Catch a Roggenrola!"(Dangoro! Fire the Luster Cannon!!) Transliteração: "Dangoro! Rasutā Kanon Hassha seyo!" (em japonês: ダンゴロ！ラスターカノン発射せよ！！)                                                                                             | 2 de junho de 2011      | TDA                    |
| Um Roggenrola cai na mesa de comida de Cilan. Ash foi com a cara dele e quis capturá-lo. Ele batalha com Oshawott e Tepig, sem muito sucesso. Ele interrompe a batalha e vai ao centro pokémon. O centro está sem água. Garrison, da companhia de água, diz que o problema pode estar na caverna onde os Roggenrola habitam. Ele vai para lá, seguido de Ash e seus amigos. A nascente estava seca. Eles encontram uma engenhoca da Equipe Rocket que estava prendendo os Roggenrola para fazer um “canhão Roggenrola”. Jessie e James fogem com os Roggenrola presos no canhão. O Roggenrola que Ash havia encontrado antes ajuda o grupo a localizar os Rockets. Os Rockets forçam os Roggenrola a disparar o canhão. O Roggenrola que estava com Ash fala com eles e o canhão Roggenrola falha. Os Roggenrola escapam e os Rockets fogem. Todos são recuperados no centro pokémon. O primeiro Roggenrola desafia Ash para uma nova batalha. Com a ajuda de Tepig, Ash captura aquele Roggenrola.                                                                       |               | |                         |                        |
| 694 | 35            | "Para Onde Você Foi, Audino?" "Where Did You Go, Audino?"(Sommelier Detective Dent! The Case of the Missing Tabunne!!) Transliteração: "Somurie Tantei Dento! Tabunne Shissō Jiken!!" (em japonês: ソムリエ探偵デント！タブンネ失踪事件！！)                                                       | 9 de junho de 2011      | TDA                    |
| Perdidos numa neblina, Ash e seus amigos avistam um Audino esquisito passar por eles. A neblina passa e eles encontram a policial Jenny com duas crianças: Doyle e seu Solosis e Christie e seu Gothita. Eles estão investigando o desaparecimento de Audinos na cidade. Ash e seus amigos resolvem ajudá-los. Eles encontram três famílias com um Audinos e colocam rastreadores neles. Os Audinos começam a agir estranho e seguem para algum lugar. Solosis e Gothita usam golpes psíquicos para detê-los, mas eles perdem de vista um dos Audinos. Cilan diz que eles podem estar sendo atraídos por algum som inaudível. Ash usa a audição de Roggenrola para tentar localizar algo. Os dois Audinos restantes seguem para um lugar onde outros Audinos estavam. Jessie e James estavam por trás disso. O grupo destrói a máquina que estava atraindo os Audinos. Os Rockets escapam e os Audinos são salvos. |               | |                         |                        |
| 695 | 36            | "Archeops no Mundo Moderno!" "Archeops in the Modern World!"(Fossil Revival! Ancient Mysterious Bird Archeops!!) Transliteração: "Kaseki Fukkatsu! Kodai Kaichō Ākeosu!!" (em japonês: 化石復活！古代怪鳥アーケオス！！)                                                                           | 16 de junho de 2011     | TDA                    |
| A professora Juniper e a Dra. Fennel estavam ressuscitando um Fóssil Pluma. Fennel usa a energia do sonho de Musharna para ativar a máquina de restauração. Um Archen renasce e sai causando confusão. Fennel e Juniper querem estudá-lo. Archen é um tipo voador que não sabe voar. Ash usa seu Tranquill para tentar ensinar Archen a voar. Enquanto isso, um fenômeno estranho acontecia. Quando Archen renasceu, ele trouxe algumas sementes que caíram no chão. Cada vez que Archen gritava, a planta da semente crescia. Quando a árvore ficou grande, Fennel e os outros se deram por conta. Archen só comia dos frutos daquela árvore. Ele evolui para Archeops e aprende a voar. Jessie e James aparecem para roubar Archeops. As coisas complicam e os Rockets desistem da ideia, fugindo. No fim do dia, outros Archeops aparecem. Archeops vai embora para viver com os outros de sua espécie. |               | |                         |                        |
| 696 | 37            | "Um Especialista em Pescaria em Uma Competição de Pesca!" "A Fishing Connoisseur in a Fishy Competition!"(Fishing Sommelier Dent Appears!!) Transliteração: "Tsuri Somurie Dento Tōjō!!" (em japonês: 釣りソムリエ・デント登場！！)                                                                | 23 de junho de 2011     | TDA                    |
| Bianca vem correndo desesperada e tromba com Ash, derrubando-o num córrego. Bianca diz que haverá uma competição de pesca na cidade. Cilan revela-se um especialista em pescaria. O grupo entra na competição e recebe algumas pokébolas. Cilan saca sua vara de pesca especial. Ele dá um tutorial de pesca para Bianca e os demais. Ele fisga um Basculin listra azul, batalha com ele e o captura com a pokébola da competição. Iris tenta pescar com as mãos e toma um cartão amarelo. Bianca pesca uma Frillish que agarrava todo mundo. Pikachu usa um choque para afugentá-lo. Os organizadores da competição eram Jessie e James disfarçados. Eles queriam levar todos os pokémons pescados. Ash e Cilan os enfrentam. A Frillish maluca liberta todos os pokémons que foram capturados na competição. O plano dos Rockets dá errado e eles fogem em suas mochilas à jato. |               | |                         |                        |
| 697 | 38            | "Hora do Filme! Zorua em “A Lenda do Cavaleiro Pokémon”!" "Movie Time! Zorua in 'The Legend of the Pokémon Knight'!"(Zorua the Movie! The Legend of the Pokémon Knight!) Transliteração: "Zoroa Za Mubi! Pokemon Naito no Densetsu!!" (em japonês: ゾロア・ザ・ムービー！ポケモンナイトの伝説！！) | 30 de junho de 2011     | TDA                    |
| Um filme que está em cartaz deixa Ash e seus amigos bastante empolgados. Cilan se diz especialista em filmes também. A mulher do filme aparece ao lado de Ash. Na verdade era uma Zorua transformada. Luke é um cineasta, dono da Zorua. Zorua estava fugindo dele. Ela era a atriz do filme de Luke e se transformava nos personagens. Ela gostava de ser a princesa, mas fugiu quando Luke pediu para que ela fizesse o papel de pirata e cavaleiro. Cilan percebe isso e se oferece juntamente com Ash e seus amigos como personagens do filme. Eles começam a gravar. Ash irá fazer o papel do cavaleiro que ia salvar a princesa (Zorua) do pirata (Cilan). Ele é treinado por uma mestra de dragões (Iris). Jessie e James atrapalham as gravações para capturar Zorua. Cilan improvisa na gravação e faz da Equipe Rocket os vilões do filme. Ash, Iris e Cilan resgatam Zorua e os Rockets se mandam. Então, todos improvisam um final para o filme. Luke irá participar de um torneio na próxima cidade. Ash, Iris e Cilan decidem participar também.            |               | |                         |                        |
| 698 | 39            | "Concentração de Batalhas em Nimbasa!" "Reunion Battles in Nimbasa!"(Everyone Gathers! Don Battle!!) Transliteração: "Zen'in Shūgō! Don Batoru!!" (em japonês: 全員集合！ドンバトル！！) | 7 de julho de 2011      | TDA                    |
| O torneio será realizado na vila de Nimbasa. Ash, Iris, Cilan e Luke chegam lá. Bianca chega atropelando Ash, jogando-o numa fonte. Ela diz que vai participar do torneio. Eles se inscrevem no torneio com Don George. O torneio é patrocinado pelo clube de batalha. Burgundy chega, dizendo que entrará no torneio para enfrentar Cilan. Stephan também aparece, com um Zebstrika, o Blitzle evoluído. Georgia está aqui também e também irá entrar, para pegar Iris. Até Trip irá participar. Outros treinadores também estão no torneio. Freddy Manchete é o narrador das batalhas. Georgia e Beartic derrotam um treinador chamado Sylvester e seu Joltik. Dino e Deerling derrotam Omega e Patrat. Antonio e Tranquill derrotam Emmanuel e Scolipede. A próxima batalha é de Ash contra Burgundy. Ela revela possuir um Stoutland. Ash usa pela primeira vez em batalha o seu Palpitoad. Após uma batalha intensa, Palpitoad derrota Stoutland. A próxima batalha será de Trip contra Cilan.                                                                       |               | |                         |                        |
| 699 | 40            | "Cilan versus Trip, Ash versus Georgia!" "Cilan Versus Trip, Ash Versus Georgia!"(Fierce Fighting Don Battle! Tsutarja vs. Komatana!!) Transliteração: "Nettō Don Batoru! Tsutāja Tai Komatana!!" (em japonês: 熱闘ドンバトル！ツタージャVSコマタナ！！)                                           | 21 de julho de 2011     | TDA                    |
| O torneio do clube de batalha continua. Cilan batalha com Dwebble que irá enfrentar o Gurdurr de Trip, o Timburr evoluído. Trip parecia ter a vantagem, mas Cilan dá a volta por cima e Dwebble sai vitorioso. Bianca e Stephan se enfrentam na batalha seguinte. Zebstrika se mostra poderoso e derrota o Minccino de Bianca. A competição segue. Luke e seu Gollet derrotam Scooter e Darmanitan. Iris e Emolga derrotam Jimmy Ray e Watchog. Os oito ganhadores irão para a próxima rodada. Trip não acha necessário continuar por lá e vai embora. Bianca acha Zorua muito fofinha e sai perseguindo-a por todo canto. No dia seguinte, a segunda rodada começa. A primeira batalha será de Georgia contra Ash. Ash vai de Snivy e Georgia vai de Pawniard. A batalha é intensa e cheia de reviravoltas. O episódio termina com Snivy em apuros. |               | |                         |                        |
| 700 | 41            | "Corações Furiosos no Clube de Batalha: Emolga versus Sawk!" "The Club Battle Hearts of Fury: Emolga Versus Sawk!"(White Hot Don Battle! Emonga vs. Dageki!!) Transliteração: "Hakunetsu Don Batoru! Emonga Tai Dageki!!" (em japonês: 白熱ドンバトル！エモンガVSダゲキ！！)                       | 4 de agosto de 2011     | TDA                    |
| Pawniard se complica, Snivy se aproveita da situação e ganha a batalha. Ash segue para as semi-finais. Na próxima batalha, Dino e Tranquill derrotam Antonio e Cotonee. Cilan e Luke fazem a próxima batalha. Luke fica nervoso por batalhar com um líder de ginásio, mas Cilan dá alguns conselhos, tranquilizando-o. Cilan escolhe seu Stunfisk e Luke usa um Larvesta. Luke e Larvesta se mostram habilidosos adversários e conseguem derrotar Cilan e Stunfisk. Na sequência, temos a batalha de Iris contra Stephan. Iris usa Emolga e Stephan usa Sawk. Sawk é muito bem treinado e dá bastante trabalho. Ele faz contato físico com Emolga e fica paralisado com a estática. Essa paralisia acaba prejudicando Sawk e Iris vence. As semi-finais começam. O próximo adversário de Ash é Dino. Dino traz um Darumaka para a batalha e Ash traz seu Palpitoad. |               | |                         |                        |
| 701 | 42            | "Grande Final no Clube de Batalha: Um Heroico Resultado!" "The Club Battle Finale: A Heroes Outcome!"(Deciding Match of the Don Battle! Satoshi Against Iris!!) Transliteração: "Kessen Don Batoru! Satoshi Tai Airisu!!" (em japonês: 決戦ドンバトル！サトシ対アイリス！！)                       | 11 de agosto de 2011    | TDA                    |
| Um hidro bomba de Palpitoad dá uma vitória fácil para Ash, que segue para a final. Iris irá enfrentar Luke. Iris escolhe seu Axew e Luke usa o seu Golett. Axew não tem muita experiência em batalhas e se mete numa bela enrascada. Por sorte, ele aprende a usar o golpe de atrocidade, que derrota Golett. A final será a Iris contra o Ash. Luke, que estava filmando todo o torneio, fica muito aborrecido com Bianca. Ele havia pedido a ajuda dela para filmar a batalha, mas ela só quis filmar Zorua. Burgundy desafia Cilan a uma batalha de avaliação na final do torneio. Stephan se oferece como juiz da batalha de avaliação. Ash e Iris fazem sua batalha na final no dia seguinte. A batalha será de Pikachu contra Excadrill. Cilan se sai melhor que Burgundy na avaliação da batalha. Pikachu e Excadrill travam uma boa batalha e Excadrill sai vitorioso. Iris ganha o torneio do clube de batalha. No fim do dia Georgia, Burgundy, Stephan, Bianca e Luke se despedem uns dos outros. Ash, Iris e Cilan seguem para a cidade de Nimbasa.           |               | |                         |                        |
| 702 | 43            | "As Táticas do Meowth!" "Meowth's Scrafty Tactics!"(Meowgotiator Nyarth! Zuruzukin Persuasion Tactics!!) Transliteração: "Nyagoshiētā Nyāsu! Zuruzukin Setoku Sakusen!!" (em japonês: ニャゴシエーター・ニャース！ズルズキン説得作戦！！)                                                          | 18 de agosto de 2011    | TDA                    |
| O Meowth da Equipe Rocket está muito ferido. Ele é encontrado por Ash e seus amigos, que fazem um tratamento nele. Quando Meowth se sente bem de novo ele conta que foi demitido da Equipe Rocket. Ash convida Meowth para viajar com eles. Na estrada, Axew é sequestrado por um Scrafty. Meowth conversa com Scrafty e ele diz que Ash e os outros teriam que fazer uma batalha para ele. Meowth se aproxima de Scrafty com o Scraggy do Ash e pergunta se ele poderia ensinar algum movimento a Scraggy. Ele ensina o super voadora. Ash aproveita que Scrafty está distraído e resgata Axew. Ash batalha com Scrafty e o derrota com Tepig. Scrafty começa a chorar. Scrafty diz que teve a sua toca roubada por uma Mandibuzz. Scraggy quis ajudar e enfrentou Mandibuzz, usando a super voadora que aprendeu com Scraggy. Meowth diz que Mandibuzz brigou com uma amiga e ajuda as duas Mandibuzz a se reconciliarem. No fim do dia, todos viram como Meowth estava bom. Iris tenta capturá-lo, mas ele não quis ser capturado.                                     |               | |                         |                        |
| 703 | 44            | "Purrloin: Doce ou Bajulador?" "Purrloin, Sweet or Sneaky?"(Beware of Choroneko! Nyarth and Mijumaru!!) Transliteração: "Choroneko ni Goyōjin! Nyāsu to Mijumaru!!" (em japonês: チョロネコに御用心！ニャースとミジュマル！！)                                                                     | 25 de agosto de 2011    | TDA                    |
| Ash e seus amigos cruzam com uma Purrloin que estava sendo perseguida por um bando de Tranquills. Pikachu os afugenta com seu choque. Meowth e Oshawott ficam apaixonados pela Purrloin. Cilan teve uma má experiência com um Purrloin no passado e desde então detesta esse pokémon. A Purrloin havia roubado as frutas dos Tranquills, mas mesmo assim Meowth e Oshawott a defendiam. Ela disse que tinha um amigo preso e todos resolvem ajudar, exceto Cilan que não confiava em Purrloin. Ela diz para Ash e Iris deixarem as mochilas para trás. Purrloin guia Ash e os outros para uma emboscada e tenta fugir com as mochilas. Uma garota chamada Misha era a dona de Purrloin e encontrou Cilan, que a levou até onde Purrloin e os outros estavam. Purrloin pensou que tinha sido abandonada. Misha tinha se acidentado, por isso ficou um tempo afastada. Depois de entender o que houve, Purrloin tira Ash e os outros da emboscada. No fim, é revelado que Purrloin é na verdade um macho, partindo o coração de Meowth e Oshawott.                          |               | |                         |                        |
| 704 | 45            | "Beheeyem, Duosion e o Ladrão de Sonhos!" "Beheeyem, Duosion, and the Dream Thief!"(Ōbemu, Daburan, and the Dream Thief!) Transliteração: "Ōbemu to Daburan to Yume Dorobō!" (em japonês: オーベムとダブランと夢泥棒！)                                                                            | 1 de setembro de 2011   | TDA                    |
| Meowth sai para buscar lenha para Ash e seus amigos e encontra Beheeyem. Ele se diz capaz de realizar desejos. Ele faz aparecer os ingredientes que Cilan precisava para a comida. Cilan queria uma cama macia para dormir pela noite e Beheeyem faz aparecer um hotel. Todo mundo resolve tirar um cochilo. Uma oficial Jenny e seu Duosion apareceram no hotel. Ela é especialista em crimes feitos por pokémons psíquicos. Ash e seus amigos notam que seus pokémons sumiram. Leon é o bandido que está usando Beheeyem para roubar os pokémons. Jenny explica como Beheeyem cria sonhos para as pessoas, como o hotel. Quando todos estão acordados, Duosion é capaz de usar seus poderes para desfazer os sonhos criados por Beheeyem. Jenny usa Duosion para combater Beheeyem e com a ajuda de Ash e seus amigos consegue prender Leon. Enquanto isso, Jessie e James estão fazendo alguma coisa com os trens do metrô das cidades de Nimbasa e Anville. Ingo e Emmet, os chefes do metrô, notam algo errado e começam a investigar.                               |               | |                         |                        |
| 705 | 46            | "Desavenças na Montanha de Beartic!" "The Beartic Mountain Feud!"(Meowgotiator Nyarth! Breaking Through Tunbear's Forest!!) Transliteração: "Nyagoshiētā Nyāsu! Tsunbeā no Mori o Toppa seyo!!" (em japonês: ニャゴシエーター・ニャース！ツンベアーの森を突破せよ！！)                             | 8 de setembro de 2011   | TDA                    |
| No caminho da próxima cidade, Ash e seus amigos encontram um Cubchoo ferido. Eles cuidam dele. Um trio de Beartic surge e ataca. Um Mienfoo entra em cena e salva a todos. O Mienfoo pertence a Cliff, que trabalha na patrulha da montanha. Meowth descobre que Cubchoo se separou de seu bando, mas não é do mesmo trio de Beartic que viram antes. Cliff explica que existem dois bandos de Beartic que vivem separados na montanha. Ash e seus amigos tentam levar Cubchoo de volta para a sua família. Os Beartics de antes atacam de novo. Pikachu, Tepig, Oshawott, Meowth, Axew e Cubchoo se separam dos demais. Eles encontram comida e se alimentam, mas elas eram do grupo de Beartic. Ash e os demais encontram o grupo da família de Cubchoo. Antes de Pikachu e os outros serem atacados, os dois grupos de Beartic se encontram. Após o mal entendido ter sido esclarecido, os dois grupos de Beartic começam a se dar bem e passam a viver juntos. Cubchoo volta a salvo para a sua família.                                                              |               | |                         |                        |
| 706 | 47            | "Crise no Metrô de Nimbasa!" "Crisis from the Underground Up!"(Wild Run! Battle Subway!! (Part 1)) Transliteração: "Gekisō! Batoru Sabuwei!! (Zenpen)" (em japonês: 激走！バトルサブウェイ!! （前編）)                                                                                             | 15 de setembro de 2011  | TDA                    |
| Chegando na cidade de Nimbasa, Ash e seus amigos seguem para o centro pokémon. Cilan se diz especialista do metrô e recomenda ir até ao centro de metrô. Cilan fica muito empolgado com o metrô. O trem breca de repente e um trem fantasma passa por perto. Ingo e Emmet surgem e explicam a situação. No centro pokémon, Ash e seus amigos deixam seus pokémons e Meowth com a enfermeira Joy. Dentro da sala de tratamento, Meowth entra em contato com Zager. A comunicação do centro pokémon é cortada e Meowth rouba os pokémons que estavam por lá. Jessie e James estavam no subsolo, no trem fantasma, recebendo todos os pokémons. Cilan suspeita de alguma coisa e descobre que os pokémons foram roubados. Ash e seus amigos encontram Meowth, que os enganou, revelando ainda estar trabalhando com Jessie e James. Eles escapam no trem fantasma. Cilan diz para irem até a sala de controle de Ingo e Emmet. Eles tentam rastrear por onde o trem fantasma pode passar, mas os Rockets conseguem despistá-los.                                             |               | |                         |                        |
| 707 | 48            | "Batalha no Metrô!" "Battle for the Underground!"(Wild Run! Battle Subway!! (Part 2)) Transliteração: "Gekisō! Batoru Sabuwei!! (Kōhen)" (em japonês: 激走！バトルサブウェイ!! （後編）) | 15 de setembro de 2011  | 8 de fevereiro de 2013 |
| Pensando na situação Ingo, Emmet e Cilan concluem que os Rockets estão se dirigindo ao pátio de trens da cidade de Anville. Dentro do trem fantasma, Pikachu e os outros pokémons se libertam e tentam escapar de lá. O Dr. Zager se aproxima do trem fantasma com uma aeronave. Pikachu e os outros pokémons destroem o engate do trem e separam o vagão onde eles estavam do vagão onde Jessie e James estavam. Zager tenta agarrar o vagão dos pokémons com sua aeronave. Ingo, Emmet, Ash, Iris e Cilan conseguem alcançá-los. Ash e seus amigos usam os seus pokémons para danificar a aeronave de Zager. Ingo e Emmet ajudam atacando o vagão onde Jessie e James estavam. Sem saída, os Rockets se veem forçados a desistir e vão embora. Todos os pokémons roubados são recuperados e o sistema de metrô é restaurado. |               | |                         |                        |